# Burgruine Hohenstein (Gföhl)
Die Burgruine Hohenstein ist die Ruine einer Spornburg auf einem steilen Felskopf über dem Fluss Krems südlich des Haufendorfes Hohenstein auf dem Gebiet der Stadtgemeinde Gföhl in Niederösterreich.

## Geschichte
Um 1156/1171 wird erstmals ein „Reinpreht de Hohinstaine“ in einer herzoglichen Urkunde genannt. Zwischen 1205/1220 werden die Brüder Hugo von Rastenberg und Konrad von Hohenstein erwähnt, zwischen 1265/1287 mehrfach Albero von Hohenstein und sein Bruder Otto von Rastenberg.
1300/1301 erfolgen Schenkungen der Euphemia, der Schenkin von Schenkenberg, Schwiegermutter des Albero von Hauenstein, für Agnes von Schenkenberg im Dominikanerinnenkloster Tulln (die Familie ihres verstorbenen Mannes Wilhelm waren Erbauer der Burg Schenkenberg in Tschechien). 1360 war Euphemia von Hohenstein, Tochter des Otto von Hohenstein und der Anna, ebenfalls Nonne im Kloster Imbach.
Die adelige Familie der Hohensteiner, durch die gemeinsamen Nennungen ab 1200/1220 als Nebenlinie der Herren von Ottenstein-Rastenberg anzusehen, sind bis 1391 vielfach in Urkunden vertreten. 1377 wird in der Burg eine Kapelle zum Heiligen Petrus erwähnt. 1429 wird sie als „castrum“ genannt. 1430 gelangt der Besitz an die Starhemberg. Die Burg wird bereits 1456 als öde bezeichnet. 1570–1606 gehört sie den Herren von Landau, anschließend Georg Rattenberger. 1675 ist Hohenstein Besitz der Herren von Weixelburg, 1698 des Ferdinand Franz von Enkevoerts und 1725 der Freiherren von Gudenus. Die Familie ist bis heute im Besitz der Burgruine.

## Baubeschreibung
Die bis zu 2,30 m starken Mauern des zentralen dominierenden Baukörpers weist eine Reihe von Fensteröffnungen auf, deren Charakteristikum die weit trichternden, gequaderten Leibungen ist. Der Wohnbau ist aufgrund der Baudetails und Bautechnik in das 14./15. Jahrhundert zu datieren.
Auf einem tieferen, östlich gelegenen Plateau steht die mehrgeschoßige Burgkapelle, ein gedrungener, ca. 8,40 × 8,00 m großer romanischer Apsidensaal des 12. Jahrhunderts.